# Michael Schenker Group
Michael Schenker Group —en ocasiones conocido simplemente como MSG— es una banda británica de hard rock y heavy metal fundada en 1979 en Londres por el guitarrista alemán Michael Schenker, que anteriormente había sido miembro de las agrupaciones UFO y Scorpions. Durante la primera parte de los ochenta logró un relativo éxito en algunos países europeos, aunque sobre todo en Japón donde sus álbumes The Michael Schenker Group (1980), MSG (1981), Assault Attack (1982), Built to Destroy (1983) y el directo One Night at Budokan (1982) se posicionaron en los top veinte de las listas musicales. Tras el lanzamiento de su segundo disco en vivo Rock Will Never Die (1984), sus integrantes comenzaron a tener serias discusiones que provocó un receso de dos años, hasta que en 1986 Michael decidió poner fin a la banda.
Luego de diez años, en los cuales Michael fundó junto con Robin McAuley la banda McAuley Schenker Group y donde fue parte del supergrupo Contraband, volvió a refundar MSG con nuevos integrantes cuya primera producción fue el álbum Written in the Sand de 1996. Desde ese entonces han pasado decenas de músicos tanto teclistas, guitarristas rítmicos, bateristas, bajistas y vocalistas, con los cuales publicó seis álbumes de estudio y algunos álbumes en directo.
En 2010, con motivo de su trigésimo aniversario, publicaron el disco en vivo The 30th Anniversary Concert - Live in Tokyo que es su última producción, ya que desde fines de 2011 Michael comenzó otros proyectos musicales, dando a MSG un nuevo receso desde entonces.

## Biografía

### Antecedentes
A principios de 1979 y luego de renunciar a UFO Michael fue invitado por su hermano Rudolf Schenker para participar de las grabaciones de Lovedrive, el sexto álbum de estudio de Scorpions, donde grabó la guitarra líder de «Another Piece of Meat» y «Lovedrive» y participó como el tercer guitarrista de la instrumental «Coast to Coast». Luego fue parte de las primeras fechas de su respectiva gira promocional, pero solo hasta el 20 de mayo cuando decidió renunciar a la banda, ya que según él no se sentía cómodo tocando canciones de otros. Luego que la noticia de su salida de Scorpions llegó a la prensa mundial bandas como Kiss, Aerosmith, Deep Purple y Ozzy Osbourne ofrecieron cuantiosas ofertas monetarias para que se integrara en sus respectivas alineaciones, sin embargo las rechazó todas. Tras ello y con planes de fundar su propia banda viajó a Londres, para buscar a los futuros integrantes.

### El reclutamiento y los primeros discos
A las pocas semanas de llegar a la capital inglesa convocó a Gary Barden, vocalista por aquel entonces de Fraser Nash, que junto con el bajista Billy Sheehan y el baterista Denny Carmassi fundó su propia banda llamada simplemente Michael Schenker Group. Con esta primera formación grabaron sus primeros demos y al poco tiempo firmaron con Chrysalis Records, sello que ya había trabajado con Michael durante su paso por UFO. Entre mayo y julio de 1980 y con la ayuda de Don Airey en los teclados, Simon Phillips en la batería y Mo Foster en el bajo —todos acreditados como músicos de sesión— grabaron su álbum debut The Michael Schenker Group que salió a la venta en septiembre del mismo año, alcanzando el octavo lugar en los UK Albums Chart del Reino Unido. De él se extrajeron los sencillos «Armed and Ready» y «Cry for the Nations» que se ubicaron en los puestos 53 y 56 respectivamente en el conteo inglés de sencillos.
Para iniciar su gira promocional se unieron Paul Raymond, Cozy Powell y Chris Glen en reemplazo de Airey, Phillips y Foster respectivamente que contó con presentaciones en varias ciudades del Reino Unido y que les permitió tocar por primera vez en los Estados Unidos, abriendo para Molly Hatchet durante ciertos conciertos. Al año siguiente grabaron su segundo disco MSG, que se ubicó en el puesto 14 de la lista británica. Durante su tour promocional tocaron en el Nippon Budokan de Tokio en Japón que fue escogido para grabar su primer álbum en vivo denominado One Night at Budokan, que salió al mercado en 1982 con gran éxito en el Reino Unido, ya que logró el quinto lugar en la lista semanal y se certificó con disco de plata luego de superar las 60 000 copias vendidas en dicho país.

### 1982: El paso de Graham Bonnet yAssault Attack

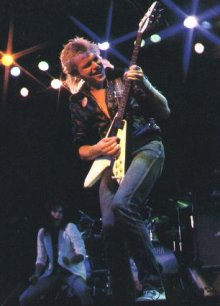
Michael Schenker en vivo en 1983. Al fondo aparece Gary Barden.

Durante los primeros meses de 1982 Cozy Powell y el mánager Peter Mensch sugirieron cambiar a Gary Barden por un cantante más completo, postulando a David Coverdale, pero Michael estaba interesado en incluir a Graham Bonnet. Esta diferencia de opinión generó una fuerte discusión entre los integrantes de la banda, que significó la salida de Barden y más tarde la renuncia de Mensch como representante. A mediados del mismo año Powell y Paul Raymond anunciaron su salida del grupo por razones personales, cuyos reemplazantes fueron Ted McKenna y Tommy Eyre respectivamente, pero este último solo participó como músico de sesión.
A las pocas semanas después y luego de llegar a un acuerdo con Schenker, Graham ingresó a la banda, para luego dirigirse a Francia donde se escribió y grabó el álbum Assault Attack. Sin embargo y durante su grabación Michael recibió una llamada de un conmovido Ozzy Osbourne destrozado por la muerte de su guitarrista Rhandy Rhoads, buscándolo para tocar en las últimas presentaciones ya contratadas de la gira mundial del disco Diary of a Madman. Michael aceptó pero solo por las fechas restantes del tour, que significó retrasar el lanzamiento del disco. Tras su regreso a MSG volvieron a tocar por el Reino Unido, hasta que en una presentación en Sheffield, Bonnet insultó a la banda pero principalmente a Michael, que significó el despido del cantante a tan solo 48 horas antes de su presentación en el Festival de Reading. Para suplir la vacante de vocalista, Schenker volvió a contratar a Gary Barden para cantar en el festival y con ello retornó a la banda para las siguientes producciones. Por otro lado y durante dichas presentaciones, la revista Kerrang! escogió a Michael como el mejor guitarrista del año.
Días más tarde, el rencor de Michael para con Graham era aún evidente y como consecuencia de ello decidió regrabar Assault Attack con la voz de Gary, sin embargo el sello no le otorgó el apoyo financiero y por ende finalmente en noviembre del mismo año fue lanzado al mercado mundial con la voz de Graham. Dicho álbum logró ubicarse en el puesto 19 en el conteo inglés, mientras que su sencillo promocional «Dancer», se situó en el lugar 52 de los UK Singles Chart.

### Built to Destroyy la separación
En octubre de 1983 publicaron Built to Destroy, el primero con el teclista Andy Nye y que además contó con la participación de Derek St. Holmes, conocido por aquel entonces como músico de Ted Nugent. Para promocionarlo dieron varios conciertos por el Reino Unido y más tarde salieron de gira por otros países europeos como teloneros de Iron Maiden. Su último concierto se celebró el 18 de diciembre de 1983 en el festival de Dortmund, donde compartieron escenario con Iron Maiden, Judas Priest, Scorpions, Ozzy Osbourne, Def Leppard, Krokus y Quiet Riot. 
Durante dicha gira, específicamente de los conciertos dados en el Hammermith Odeon de Londres, se grabó el segundo disco en vivo Rock Will Never Die, que alcanzó el puesto 24 en el Reino Unido. A mediados de 1984 sus integrantes comenzaron a tener serias discusiones que significó en la salida de Gary Barden y Chris Glen, quienes al año siguiente fundaron la banda Statetrooper. Tras ello Michael contrató al vocalista Ray Kennedy para iniciar una gira por Japón, sin embargo, al poco tiempo decidieron tomarse un receso. Finalmente, la disolución oficial de la banda se confirmó a principios de 1986. Luego de ello, Michael fundó una nueva banda junto al vocalista Robin McAuley llamada McAuley Schenker Group.

### Los años noventa: La reformación
Luego de finalizar el proyecto McAuley Schenker Group, Michael decidió refundar la banda en 1996 con Leif Sundin en la voz, Barry Sparks en el bajo y Shane Gaalaas en batería con quienes grabó Written in the Sand, que prácticamente no fue promocionado en vivo debido a que por aquel entonces Michael había regresado a UFO. En 1997 dieron un único concierto en el Nakano Sun Plaza de Tokio donde grabaron el álbum en vivo The Michael Schenker Story Live que contó con Seth Berstein en los teclados. Dos años más tarde editaron The Unforgiven —con Kelly Keeling en reemplazo de Sundin y con John Onder en el lugar de Sparks— que recibió una buena crítica por parte de la prensa especializada, que incluso el sitio Allmusic lo consideró como un retorno musical a sus antiguos discos. Durante su tour respectivo se grabó el doble disco en vivo The Unforgiven World Tour, publicado en septiembre de 2000.

### Años 2000: Nuevas formaciones y segundo receso

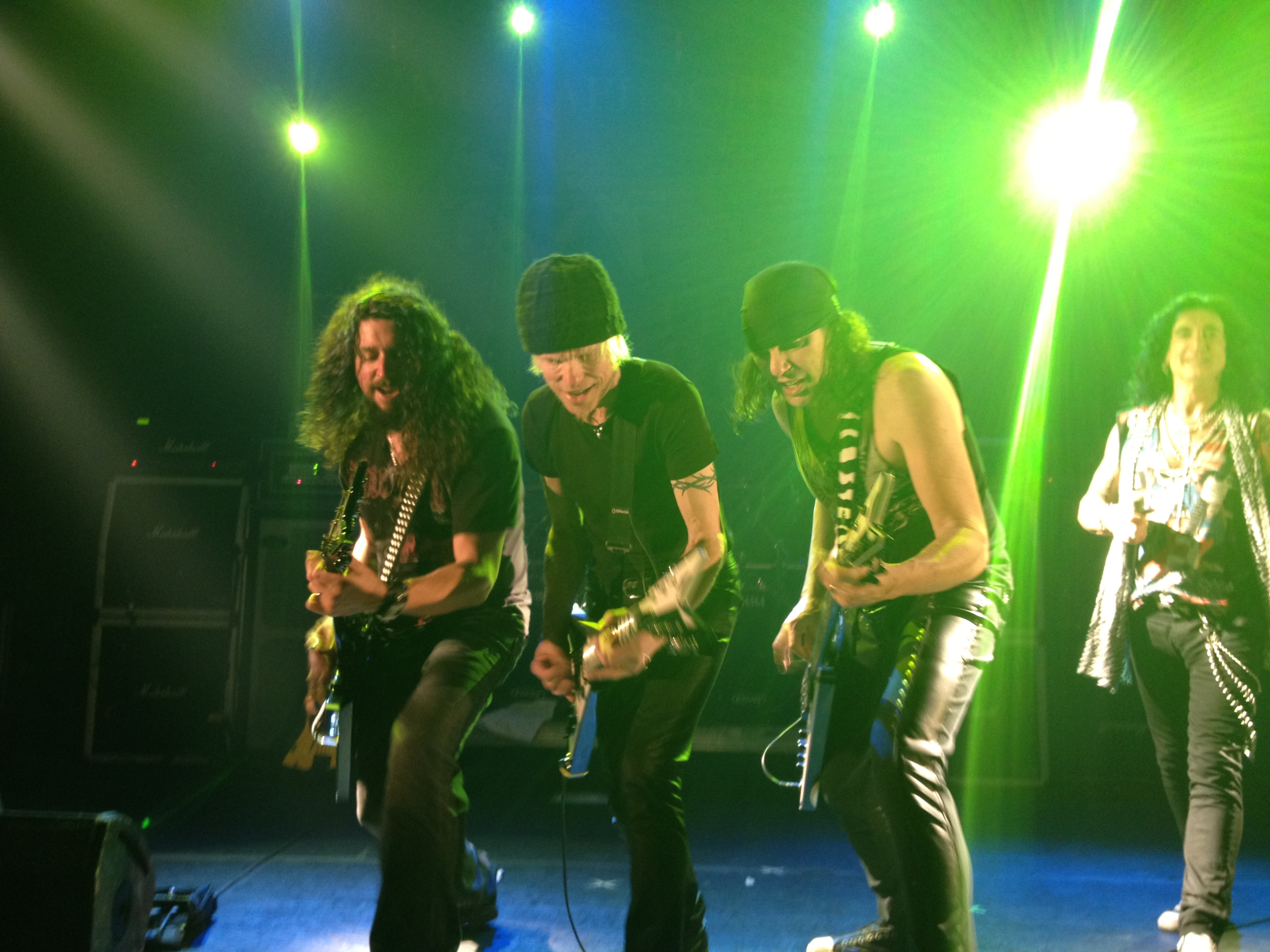
MSG en 2012.

Para mediados de 2001 Michael decidió renovar a todos los integrantes de la banda, como también firmó un nuevo contrato con Shrapnel Records. En ese mismo año publicaron su séptimo álbum de estudio Be Aware of Scorpions, con la participación de Chris Logan en la voz, Revenard Jones en el bajo y Jeff Martin en la batería. Mientras que en 2003 lanzaron Arachnophobiac, que contó con Stu Hamm en reemplazo de Jones y con Jeremy Colson por Martin. El álbum fue promocionado por una extensa gira por varios países europeos y por los Estados Unidos entre 2003 y 2004. En 2005 y con la ayuda de decenas de músicos se grabó el álbum de versiones Heavy Hitters, que en un principio iba a ser publicado como disco solista de Michael, pero que a último momento se decidió lanzarlo como disco de MSG. Al año siguiente pusieron a la venta Tales of Rock 'n' Roll con nueva formación integrada por Jari Tiura en la voz, Pete Way en el bajo, Wayne Findlay en los teclados y en la guitarra rítmica y con Jeff Martin en la batería. El disco incluyó además la participación especial de todos los exvocalistas de la banda, donde cada uno de ellos escribió y cantó una canción.
En 2008 se anunció el regreso de Gary Barden, Simon Phillips y Don Airey, quienes grabaron el álbum debut de la banda en 1980, y junto a ellos también fue convocado el bajista Neil Murray. Esta nueva formación editó en 2008 el disco In the Midst of Beauty, que recibió muy buenas críticas de la prensa. Su respectiva gira además fue un verdadero éxito ya que les permitió tocar por primera vez en varios países durante el 2008 y 2009 como Argentina, Brasil, Rusia y Corea del Sur. El 13 de enero de 2010 y con motivos del aniversario treinta desde su fundación, dieron un concierto en Tokio que fue grabado para el álbum en vivo y DVD The 30th Anniversary Concert - Live in Tokyo, publicado en octubre del mismo año. En 2011 Michael editó el disco Temple of Rock que en un principio iba a ser acreditado para MSG, pero que él mismo optó dejarlo para su carrera como solista. Tras ello y a fines de ese año fundó su nueva banda Michael Schenker's Temple of Rock, que conllevó a un nuevo receso de MSG desde entonces.

## Discografía
| - 1980: The Michael Schenker Group - 1981: MSG - 1982: Assault Attack - 1983: Built to Destroy - 1996: Written in the Sand - 1999: The Unforgiven - 2001: Be Aware of Scorpions - 2003: Arachnophobiac - 2005: Heavy Hitters - 2006: Tales of Rock 'n' Roll - 2008: In the Midst of Beauty - 2021: Immortal - 1991: Collection - 1992: The Essential Michael Schenker Group - 1994: Armed & Ready: The Best of Michael Schenker Group - 2008: Best of Michael Schenker Group: 1980-1984 | - 1982: One Night at Budokan - 1984: Rock Will Never Die - 1997: The Michael Schenker Story Live - 2000: The Unforgiven World Tour - 2010: The 30th Anniversary Concert - Live in Tokyo - 2002: Reactivate Live - 2003: Back to Attack: Live - 2009: Walk the Stage: The Official Bootleg Box Set |

## Miembros

### Última formación
- Michael Schenker: guitarra líder (1979-2011)
- Gary Barden: voz (1979-1982, 1982-1984, 2008-2011)
- Neil Murray: bajo (2008–2011)
- Simon Phillips: batería (1980, 2008-2010, 2011)
- Wayne Findlay: teclados y guitarra rítmica (1999, 2006-2007, 2009-2011)

### Antiguos miembros
| Vocalistas - Graham Bonnet (1982) - Raymond Louis Kennedy (1984) - Leif Sundin (1996-1998) - Kelly Kelling (1999-2000) - Keith Slack (1999) - Chris Logan (2001-2005) - Jari Tiura (2006-2007) Teclistas - Don Airey (1980, 2008, 2011) - Paul Raymond (1980-1981) - Tommy Eyre (1982) (músico de sesión) - Andy Nye (1982-1984) - Derek St. Holmes (1983-1984) (también como guitarrista rítmico) - Claude Gaudette: 1996 (músico de sesión) - Seth Berstein (1997-1999) | Bajistas - Billy Sheehan (1979) - Mo Foster (1980) - Chris Glen (1980-1984, 2008-2011) - Barry Sparks (1997-1999, 2000) - John Onder (1999) - Revenard Jones (2001) - Stu Hamm (2002-2004) - Pete Way (2006-2007) Bateristas - Denny Carmassi (1979) - Cozy Powell (1980-1981) - Ted McKenna (1982-1984) - Shane Gaalaas (1997-2000) - Jeff Martin (2001-2002) - Jeremy Colson (2003-2006) - Carmine Appice (2010-2011) |